# 4-я флотилия миноносцев кригсмарине
4-я флотилия миноносцев кригсмарине (нем. 4. Torpedoboots-Flottille) — соединение военно-морского флота нацистской Германии, одна из 9 флотилий миноносцев ВМФ Германии периода Второй мировой войны.
Флотилия создана в феврале 1943 года. Действовала на Западе. Расформирована в апреле 1944 года.

## Состав
В состав 4-й флотилии в разное время входили миноносцы T-22, T-23, T-24, T-25, T-26, T-27, а также приданные миноносцы T-28 и T-29 из состава 6-й флотилии.

## Командиры
| Время                       | Командующий флотилией                         |
| --------------------------- | --------------------------------------------- |
| февраль — май 1943          | фрегаттен-капитан Мориц Шмидт                 |
| май — июнь 1943             | корветтен-капитан Вильгельм Ферлор            |
| июнь — сентябрь 1943        | корветтен-капитан Генрих Шуур                 |
| сентябрь 1943 — январь 1944 | корветтен-капитан Франц Колауф                |
| январь — март 1944          | корветтен-капитан Карл-Август Рихтер-Ольдекоп |
| март — май 1944             | корветтен-капитан Ян-Генрих Хансен-Ноотбар    |